# The House of Atreus: Act I
The House of Atreus: Act I è il nono album in studio del gruppo musicale epic metal statunitense Virgin Steele, pubblicato nel 1999 dalla T&T Records.

## Il disco
Ispirato alla tragedia l’Orestea del greco Eschilo, il primo atto segue fedelmente quanto narrato nella prima tragedia della trilogia, l'Agamennone.

The Fire God è stata scritta da DeFeis e Pursino per l'album dei Piledriver intitolato Stay Ugly, che Defeis ha prodotto nel 1986 per conto della Cobra records. Poiché piaceva ad entrambi gli autori, hanno deciso di rielaborarla e di registrarla per l'album.

## Tracce
1. Kingdom Of The Fearless (The Destruction Of Troy) – 6:39
2. Blaze Of Victory (The Watchman's Song) – 3:59
3. Through The Ring Of Fire – 5:24
4. Prelude In A Minor (The Voyage Home) (strumentale) – 1:13
5. Death Darkly Closed Their Eyes (The Messenger's Song) – 1:25
6. In Triumph Or Tragedy (strumentale) – 1:43
7. Return Of The King – 4:24
8. Flames Of The Black Star (The Arrows Of Herakles) – 6:30
9. Narcissus (strumentale) – 1:13
10. And Hecate Smiled – 2:57
11. A Song Of Prophecy (strumentale) – 2:16
12. Child Of Desolation – 4:48
13. G Minor Invention (Descent Into Death's Twilight Kingdom) (strumentale) – 2:58
14. Day Of Wrath (strumentale) – 1:51
15. Great Sword Of Flame – 4:29
16. The Gift Of Tantalos – 1:56
17. Iphigenia In Hades – 2:01
18. The Fire God – 4:42
19. Garden Of Lamentation – 1:47
20. Agony And Shame – 5:16
21. Gate Of Kings – 3:45
22. Via Sacra (strumentale) – 1:34

## Formazione
- David DeFeis – voce, tastiere, orchestrazione, keytar, spade, effetti
- Edward Pursino – chitarra elettrica, basso
- Frank Gilchriest – batteria